# Стийв Макманамън
Стивън „Стийв“ Макманамън (на английски: Steve McManaman) е бивш английски футболист играл през 90-те години на 20 век и първите 5 от следващия. Обичайният му пост на терена е лявото крило, но играе с успех и по дясното, също така и в центъра на полузащитата. Кариерата на Макманамън преминава в два от най-успешните футболни клуба в Европа и света – Ливърпул и Реал Мадрид. Стийв Макманамън е единственият английски футболист печелил Шампионската лига два пъти в настоящия си формат, също така е и единият от двамата английски футболисти (заедно с Оуен Харгрийвс) печелил я с чуждестранен отбор.

## Клубна кариера

### Ливърпул
Въпреки че като дете Макманамън е фен на Евертън, той започва да тренира футбол в академията на Ливърпул. Звездата на Макманамън изгрява в началото на 90-те години на 20 век. Той подписва своя първи професионален договор на 19 февруари 1990, точно 8 дена след 17-ия си рожден ден, когато Кени Далглиш го привлича в първия състав на Ливърпул. Макманамън успява за кратко време да се наложи в редиците на „мърсисайдци“ за да израсне в една от най-големите звезди на отбора. Точно през тези години, когато таланта на младата надежда на английския футбол е в разцвет, клубът му навлиза в период на продължителна криза. Тогава Ливърпул печели само ФА Къп през 1992 под ръководството на Греъм Сунес и Купата на Лигата през 1995 с Рой Евънс.
„Макка“, както го наричат феновете от „Коп“, прави своя официален дебют за Ливърпул през 15 декември 1990 година при победата над Шефилд Юнайтед с 2-0 на Анфийлд в мач за шампионата. Своя първи професионален гол младият футболист отбелязва през следващия сезон - 21 август 1991 в мач, загубен от Манчестър Сити с 1-2.
През своя първи пълен сезон като професионалист, 1991-92, Макманамън оформя успешно партньорство в атака с двамата нападатели Дийн Саундърс и Иън Ръш. Крилото дори вкарва няколко съдбоносни гола правейки възможен пътя до финала за купата на ФА. В самия финал талантливия полузащитник асистира за първия гол в мача, дело на Майкъл Томас, подавайки след характерен дрибъл.
През следващите няколко години Макманамън се утвърждава като едно от двете най-добри млади крила в английския футбол (заедно с Райън Гигс). През 1995 Макманамън прави виртуозно представяне на финала за купата на Лигата, като вкарва и двата гола за победата над Болтън Уондърърс с 2-1.
През 1997 г., като един от най-големите таланти във футбола, бъдещето Макманамън е свързвано с почти всички водещи отбори в Европа, в това число Барселона и Ювентус. Каталунци дори предлагат оферта от £12.5 милиона, която Ливърпул приема от страх, че футболистът ще остави своя договор да изтече и напусне клуба като свободен агент по правилото Босман. Трансферът обаче пропада поради прекалено високите финансови изисквания на играча. По това време Макманамън е обявен за един от десетте най-добри полузащитници в европейския футбол. Ролята му в Ливърпул също е много голяма. Той става „плеймейкър“ на отбора и поради това почти всички, които се изправят срещу мърсисайдци, настройват тактически играта си така, че да изолират влиятелния футболист. По този повод тогавашния мениджър на Мидълзбро Брайън Робсън казва: „Всеки във Висшата лига знае, че ако спреш Макманамън, спираш Ливърпул.“

### Реал Мадрид
На 1 юли 1999 г., след 364 участия и 66 гола за Ливърпул, Макманаман е продаден в Реал Мадрид (треньор Гуус Хидинк и президент Лоренсо Санс). Макманаман прави своя дебют за Реал Мадрид на 22 август 1999 г. в Ла Лига при победата над Майорка, където той асистира за гола на Фернандо Мориентес в добавеното време. Той вкара първия си гол за клуба една седмица по-късно на 29 август при победата с 4:1 над Нумансия на "Бернабеу".

## Статистика
| Страна | Отбор          | Сезон   | Лига   | Лига   | Лига   | Купа на Лигата | Купа на Лигата | Купа на Лигата | Европа | Европа | Европа | Други  | Други  | Други  | Общо   | Общо   | Общо   |
| Страна | Отбор          | Сезон   | Мачове | Голове | Асист. | Мачове         | Голове         | Асист.         | Мачове | Голове | Асист. | Мачове | Голове | Асист. | Мачове | Голове | Асист. |
| ------ | -------------- | ------- | ------ | ------ | ------ | -------------- | -------------- | -------------- | ------ | ------ | ------ | ------ | ------ | ------ | ------ | ------ | ------ |
|        | Ливърпул       | 1989/99 | 274    | 46     | 112    | 59             | 15             | 20             | 31     | 5      | 10     | 0      | 0      | 0      | 364    | 66     | 142    |
|        | Реал Мадрид    | 1999/03 | 94     | 8      | 20     | 15             | 1              | 2              | 43     | 5      | 11     | 5      | 0      | 0      | 157    | 14     | 33     |
|        | Манчестър Сити | 2003/05 | 35     | 0      | 6      | 5              | 0              | 0              | 4      | 0      | 1      | 0      | 0      | 0      | 44     | 0      | 7      |
| Общо   | Общо           | Общо    | 403    | 54     | 138    | 80             | 16             | 22             | 78     | 10     | 22     | 5      | 0      | 0      | 579    | 80     | 182    |

## Успехи
liverpool
- ФА Къп: 1992
- Къмюнити Шийлд: 1990
- Карлинг Къп: 1995

Реал Мадрид
- Примера дивисион (2): 2000/01, 2002/03
- Суперкупа на Испания (2): 2001, 2003
- Шампионска лига (2): 1999/2000, 2001/02
- Суперкупа на УЕФА: 2002
- Междуконтинентална купа: 2002
- Трофей Сантяго Бернабеу (3): 1999, 2000, 2003